# تویوتا پرویا
تویوتا پرویا (Toyota Previa) خودرویی است که از سال ۱۹۹۰ تاکنون در کاریا، آیچی، استان آیچی و ژاپن تولید شده‌است.
این خودرو در کلاس مینی‌ون قرار گرفته، است.

## نگارخانه

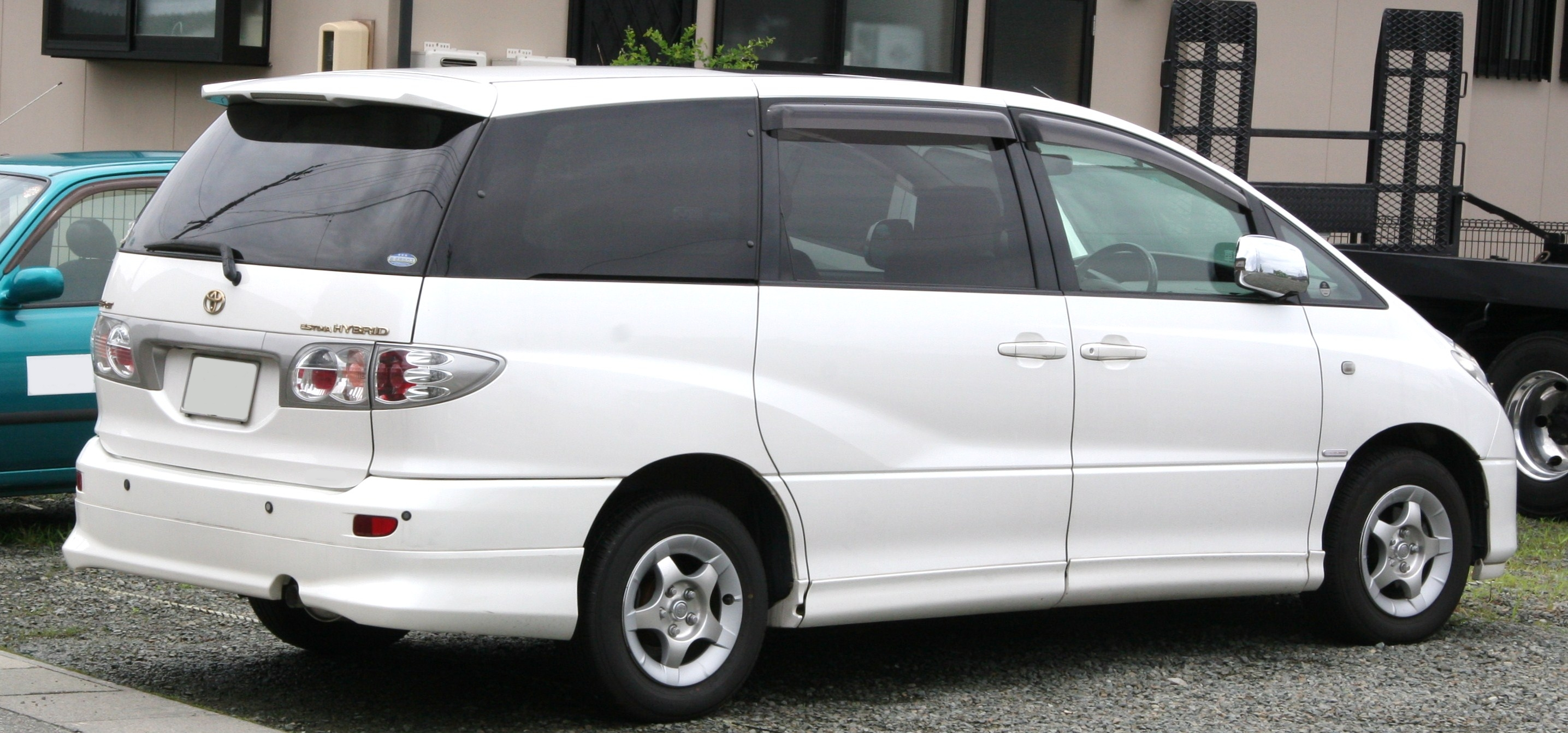
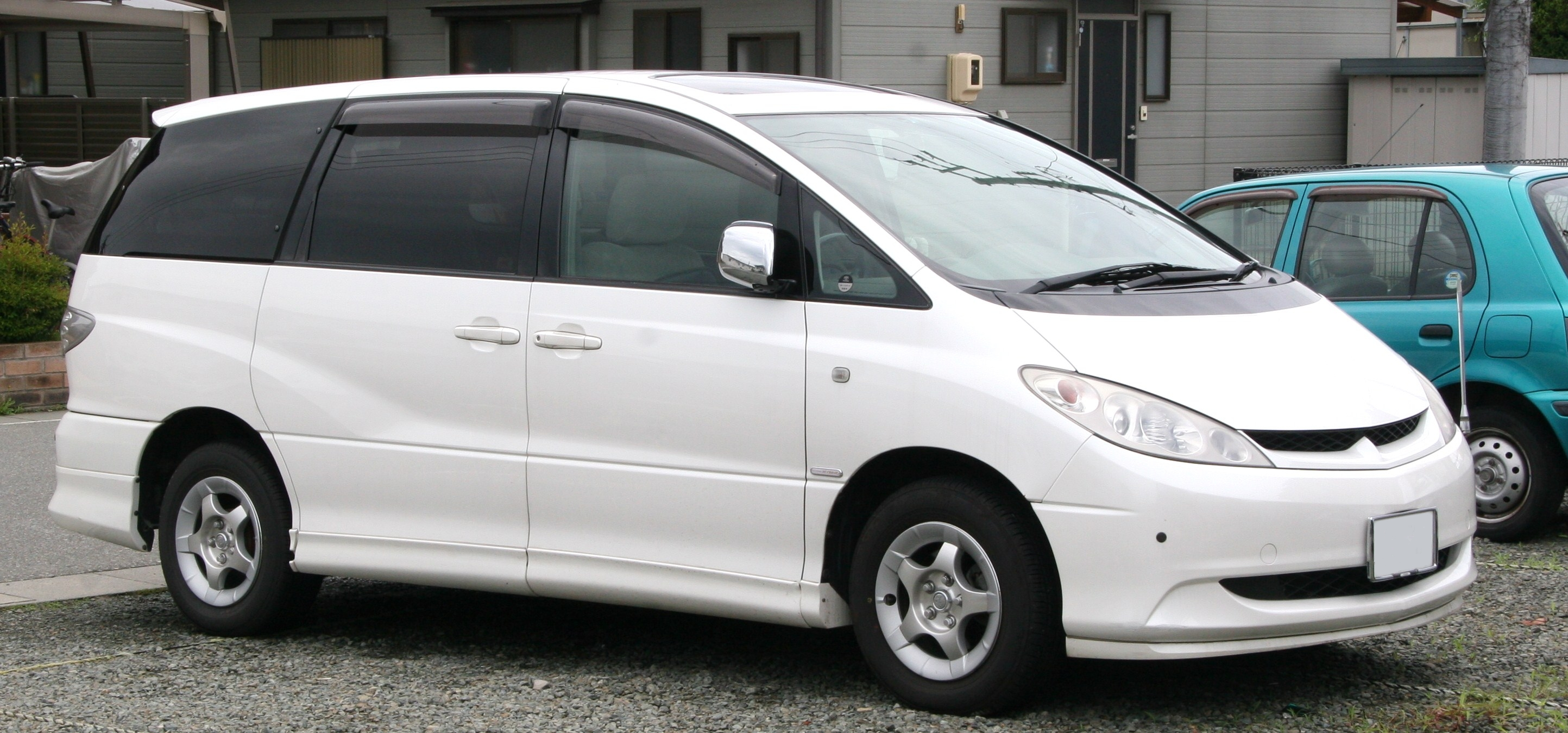